# Orientite
La orientite è un minerale.